# 内藤稔
内藤 稔（ないとう みのる）は、日本の会議通訳者。
東京外国語大学総合国際学研究院准教授。

## 略歴
慶應義塾大学総合政策学部総合政策学科（国際政策コース）卒業後、日本経済新聞社に勤務。その後、フリーランス通訳者を経て、モントレー国際大学大学院会議通訳修士課程修了。
企業の社内通訳翻訳者を経て、2008年より東京外国語大学大学院助教、2009年より同大学世界言語社会教育センター（大学院教育改革プログラム支援部門）特任講師（改組に伴う配置換え）、2015年より同大学総合国際学研究院専任講師、2019年より同准教授。

## 共訳書
- 「国境を越える人々－北東アジアにおける人口移動」（Crossing National Borders: International Migration Issues in Northeast Asia）（赤羽恒雄監修）(pp. 61-176; pp. 263-288）国際書院、2006年